# Leonardo DiCaprio
Leonardo Wilhelm DiCaprio, ameriški filmski igralec in producent italoameriškega rodu, * 11. november 1974, Los Angeles, Kalifornija.

## Zasebno življenje
DiCaprio se je rodil 11. novembra 1974 v Los Angelesu, Kalifornija, mami Irmelin (rojeni Indenbirken) in očetu Georgu DiCapriu. Njegova starša sta se ločila, ko je bil DiCaprio star dvanajst mesecev. Med najstniškimi leti je živel v 1874 Hillhurst Avenue v Los Felizu, v okolici  Los Angelesa. Diplomiral je na John Marshall High School.
Zelo aktiven je na področju okoljevarstva. Živi v luksuznem stanovanju v Los Angelesu, ki je pretežno zgrajeno iz sonaravnih materialov, ustanovil pa je tudi okoljevarstveno fundacijo. Vozi hibridni avtomobil in zagovarja nakup okolju prijaznih izdelkov.

## Kariera

### Zgodnja kariera
DiCaprio je kariero začel v reklamah in izobraževalnih filmih. Njegov filmski prvenec je bil film Critters 3 (1991). Istega leta je igral Lukea Bowerja v telenoveli Growing Pains.
Prava kariera pa se je začela leta 1992 s filmom Boy's Life, kjer je igral Tobyja Wolffa. V filmu nastopajo tudi Robert De Niro, Ellen Barkin in Tobey Maguire. Še istega leta je igral z Johnnyjem Deppom v filmu Kaj žre Gilberta Grapa?. S tema dvema vlogama si je prislužil dve nominaciji za najboljšega filmskega igralca.
V letu 1995 je DiCaprio igral v kar štirih filmih.

### Superzvezdništvo in »DiCaprio-Mania«
Leta 1997 je DiCaprio zaslovel z vlogo Jacka Dawsona v filmu Titanik. Skupaj s soigralko Kate Winslet je prejel kar 11 oskarjev. Leta 1998 je dobil dvojno vlogo v filmu King Louis XIV, kjer je hkrati igral kralja in njegovega skritega in osovraženega dvojnika.  S tem filmom se začne obdobje  »Leo-Manie«.
Naslednjii filmi se kar vrstijo, največ pozornosti pa si je prislužil film Krožna cesta, kjer se je (spet) pokazal skupaj z Kate Winslet.

## Filmografija

### Kot igralec
| Leto | Film                    | Vloga                      | Opombe |
| ---- | ----------------------- | -------------------------- | --- |
| 1991 | Kuštravci 3             | Josh                       | |
| 1992 | Strupena Ivy            | Guy                        | |
| 1993 | Fantovo življenje       | Tobias »Toby« Wolff        | |
| 1993 | Kaj žre Gilberta Grapa? | Arnie Grape                | National Board of Review Award for Best Supporting Actor Nominiran: Academy Award for Best Supporting Actor Nominiran: Golden Globe Award for Best Supporting Actor - Motion Picture |
| 1995 | Hitri in mrtvi          | Fee Herod, »The Kid«       | |
| 1995 | Košarkarjev dnevnik     | Jim Carroll                | |
| 1995 | Popolni mrk             | Arthur Rimbaud             | |
| 1996 | Romeo + Julija          | Romeo Montague             | Silver Bear for Best Actor |
| 1996 | Marvinova soba          | Hank                       | Nominiran: Screen Actors Guild Award for Outstanding Cast - Motion Picture |
| 1997 | Titanik                 | Jack Dawson                | Nominiran: Golden Globe Award for Best Actor - Motion Picture Drama Nominiran: Satellite Award for Best Actor - Motion Picture Drama Nominiran: Screen Actors Guild Award for Outstanding Cast - Motion Picture (ta film je dobil 11 Academy Awards) |
| 1998 | Mož z železno masko     | Kralj Ludvik XIV./Philippe | |
| 1998 | Zvezdniki               | Brandon Darrow             | |
| 2000 | Obala                   | Richard                    | |
| 2001 | Donova sliva            | Derek                      | |
| 2002 | Ujemi me, če me moreš   | Frank William Abagnale Jr. | Nominiran: Golden Globe Award for Best Actor - Motion Picture Drama |
| 2002 | Tolpe New Yorka         | Amsterdam Vallon           | |
| 2004 | Letalec                 | Howard Hughes              | Golden Globe Award for Best Actor - Motion Picture Drama Nominiran: Academy Award for Best Actor Nominiran: BAFTA Award for Best Actor Nominiran: Broadcast Film Critics Association Award for Best Actor Nominiran: Screen Actors Guild Award for Outstanding Performance by a Male Actor in a Leading Role Nominiran: Screen Actors Guild Award for Outstanding Cast - Motion Picture |
| 2006 | Krvavi diamant          | Danny Archer               | Nominiran: Academy Award for Best Actor Nominiran: Broadcast Film Critics Association Award for Best Actor Nominiran: Golden Globe Award for Best Actor - Motion Picture Drama Nominiran: Satellite Award for Best Actor - Motion Picture Drama Nominiran: Screen Actors Guild Award for Outstanding Performance by a Male Actor in a Leading Role |
| 2006 | Dvojna igra             | Billy Costigan             | National Board of Review Award for Best Cast Satellite Award for Best Supporting Actor Nominiran: BAFTA Award for Best Actor Nominiran: Broadcast Film Critics Association Award for Best Actor Nominiran: Chicago Film Critics Association Award for Best Actor Nominiran: Golden Globe Award for Best Actor - Motion Picture Drama Nominiran: Screen Actors Guild Award for Outstanding Performance by a Male Actor in a Supporting Role - Motion Picture Nominiran: Screen Actors Guild Award for Outstanding Cast - Motion Picture |
| 2007 | Enajsta ura             | Producent                  | |
| 2008 | Telo laži               | Roger Ferris               | |
| 2008 | Krožna cesta            | Frank Wheeler              | Nominiran: Golden Globe Award for Best Actor - Motion Picture Drama Nominiran: Satellite Award for Best Actor - Motion Picture Drama |
| 2010 | Zlovešči otok           | Edward »Teddy« Daniels     | tudi produkcija |
| 2010 | Izvor                   | Dominic Cobb               | |
| 2010 | Hubble 3D               | pripovedovalec             | dokumentarni film |
| 2011 | J. Edgar                | J. Edgar Hoover            | |
| 2012 | Veliki Gatsby           | Jay Gatsby                 | |
| 2013 | Volk z Wall Streeta     | Jordan Belfort             | |
| 2015 | Povratnik               | Hugh Glass                 | |

### Kot producent
| Leto | Film                           | Ostalo                     |
| ---- | ------------------------------ | -------------------------- |
| 2004 | Atentat na Richarda Nixona     | Izvršni producent          |
| 2004 | Letalec                        | Izvršni producent          |
| 2007 | Enajsta ura                    | Producent                  |
| 2007 | Rajski vrtnar                  | Producent                  |
| 2008 | Greensburg                     | Producent                  |
| 2009 | Atari                          | Producent                  |
| 2010 | Beat the Reaper                | Producent (predprodukcija) |
| 2010 | The Rise of Theodore Roosevelt | Producent (napovedan)      |
| 2011 | The Chancellor Manuscript      | Producent (napovedan)      |
| 2011 | Conspiracy of Fools            | Producent (napovedan)      |

### TV serije
| Leto      | Film           | Vloga              | Opombe |
| --------- | -------------- | ------------------ | --- |
| 1990      | Starševstvo    | Garry Buckman      | |
| 1990      | The New Lassie | Deček              | Epizoda »Livewire« |
| 1990      | Santa Barbara  | Mlad Mason Capwell | Nominiran - Nagrada za mlade umetnike - Najboljši mladi igralec v dnevni nadaljevanki                                                     |
| 1991      | Roseanne       | Darlenin sošolec   | Epizoda - »Home-Ec« |
| 1991–1992 | Growing Pains  | Luke Brower        | Igralski zasedbi se je pridružil v zadnji sezoni. Nominiran - Nagrada za mlade umetnike - Najboljši mladi soigralec v televizijski seriji |

## Nagrade in nominacije
| Leto | Kategorija                                  | Nagrada                                                                 | Dobitnik? | Film/televizijska serija                              |
| ---- | ------------------------------------------- | ----------------------------------------------------------------------- | --------- | ----------------------------------------------------- |
| 1991 | Young Artist Awards                         | Best Young Actor in a Daytime Series                                    | Ne        | Santa Barbara                                         |
| 1992 | Young Artist Awards                         | Best Young Actor Co-starring in a Television Series                     | Ne        | Growing Pains                                         |
| 1993 | Los Angeles Film Critics Association Awards | New Generation Award                                                    | Da        |                                                       |
| 1993 | National Board of Review                    | Best Supporting Actor                                                   | Da        | Kaj žre Gilberta Grapa? (What's Eating Gilbert Grape) |
| 1994 | zlati globusi                               | Best Performance by an Actor in a Supporting Role in a Motion Picture   | Ne        | Kaj žre Gilberta Grapa? (What's Eating Gilbert Grape) |
| 1994 | oskarji                                     | Best Actor in a Supporting Role                                         | Ne        | Kaj žre Gilberta Grapa? (What's Eating Gilbert Grape) |
| 1994 | Chicago Film Critics Association Awards     | Most Promising Actor                                                    | Da        | Kaj žre Gilberta Grapa? (What's Eating Gilbert Grape) |
| 1997 | Screen Actors Guild Awards                  | Best Performance by a Cast in a Motion Picture                          | Ne        | Marvin's Room                                         |
| 1997 | Chlotrudis Awards                           | Best Supporting Actor                                                   | Da        | Marvin's Room                                         |
| 1997 | MTV Movie Awards                            | Best On-Screen Duo (with Claire Danes)                                  | Ne        | Romeo + Juliet                                        |
| 1997 | MTV Movie Awards                            | Best Male Performance                                                   | Ne        | Romeo + Juliet                                        |
| 1997 | MTV Movie Awards                            | Best Kiss (s Claire Danes)                                              | Ne        | Romeo + Juliet                                        |
| 1997 | Blockbuster Entertainment Awards            | Favorite Actor                                                          | Da        | Romeo + Juliet                                        |
| 1997 | Berlinale                                   | Best Actor                                                              | Da        | Romeo + Juliet                                        |
| 1998 | Screen Actors Guild Awards                  | Best Performance by a Cast in a Motion Picture                          | Ne        | Titanik (Titanic)                                     |
| 1998 | Satellite Awards                            | Best Performance by a Leading Actor in a Motion Picture - Drama         | Ne        | Titanik (Titanic)                                     |
| 1998 | zlati globusi                               | Best Performance by an Actor in a Motion Picture - Drama                | Ne        | Titanik (Titanic)                                     |
| 1998 | MTV Movie Awards                            | Best On-Screen Duo (s Kate Winslet)                                     | Ne        | Titanik (Titanic)                                     |
| 1998 | MTV Movie Awards                            | Best Kiss (s Kate Winslet)                                              | Ne        | Titanik (Titanic)                                     |
| 1998 | MTV Movie Awards                            | Best Male Performance                                                   | Da        | Titanik (Titanic)                                     |
| 1998 | Blockbuster Entertainment Awards            | Favorite Actor - Drama                                                  | Da        | Titanik (Titanic)                                     |
| 1999 | Teen Choice Awards                          | Choice Hissy Fit                                                        | Ne        | Zvezdniki                                             |
| 1999 | Razzie Awards                               | Worst Screen Couple                                                     | Da        | The Man in the Iron Mask                              |
| 2001 | Razzie Awards                               | Worst Actor                                                             | Ne        | The Beach                                             |
| 2003 | MTV Movie Awards                            | Best Kiss (s Cameron Diaz)                                              | Ne        | Gangs of New York                                     |
| 2003 | MTV Movie Awards                            | Best Male Performance                                                   | Ne        | Catch Me If You Can                                   |
| 2003 | zlati globusi                               | Best Performance by an Actor in a Motion Picture - Drama                | Ne        | Catch Me If You Can                                   |
| 2003 | Visual Effects Society Awards               | Best Performance by an Actor in a Motion Picture - Drama                | Ne        | Catch Me If You Can                                   |
| 2003 | Teen Choice Awards                          | Choice Movie Liar                                                       | Da        | Catch Me If You Can                                   |
| 2004 | Hollywood Film Festival                     | Actor of the Year                                                       | Da        |                                                       |
| 2005 | Visual Effects Society Awards               | Outstanding Performance by an Actor or Actress in a Visual Effects Film | Ne        | Letalec                                               |
| 2005 | Teen Choice Awards                          | Choice Movie Actor: Drama                                               | Ne        | Letalec                                               |
| 2005 | Broadcast Film Critics Association Awards   | Best Actor                                                              | Ne        | Letalec                                               |
| 2005 | Online Film Critics Society Awards          | Best Actor                                                              | Ne        | Letalec                                               |
| 2005 | zlati globusi                               | Best Performance by an Actor in a Motion Picture - Drama                | Da        | Letalec                                               |
| 2005 | Screen Actors Guild Award                   | Best Performance by a Male Actor in a Leading Role                      | Ne        | Letalec                                               |
| 2005 | Screen Actors Guild Award                   | Best Performance by a Cast in a Motion Picture                          | Ne        | Letalec                                               |
| 2005 | BAFTA Awards                                | Best Performance by an Actor in a Leading Role                          | Ne        | Letalec                                               |
| 2005 | oskarji                                     | Best Performance by an Actor in a Leading Role                          | Ne        | Letalec                                               |
| 2005 | MTV Movie Awards                            | Best Male Performance                                                   | Da        | Letalec                                               |
| 2007 | Broadcast Film Critics Association Awards   | Best Actor                                                              | Ne        | Blood Diamond                                         |
| 2007 | Broadcast Film Critics Association Awards   | Best Actor                                                              | Ne        | Dvojna igra (The Departed)                            |
| 2007 | zlati globusi                               | Best Performance by an Actor in a Motion Picture - Drama                | Ne        | Blood Diamond                                         |
| 2007 | zlati globusi                               | Best Performance by an Actor in a Motion Picture - Drama                | Ne        | Dvojna igra (The Departed)                            |
| 2007 | Screen Actors Guild Awards                  | Best Performance by a Male Actor in a Leading Role                      | Ne        | Blood Diamond                                         |
| 2007 | Screen Actors Guild Awards                  | Best Performance by a Male Actor in a Supporting Role                   | Ne        | The Departed                                          |
| 2007 | Screen Actors Guild Awards                  | Best Performance by a Cast in a Motion Picture                          | Ne        | The Departed                                          |
| 2007 | BAFTA Awards                                | Best Performance by an Actor in a Leading Role                          | Ne        | The Departed                                          |
| 2007 | oskarji                                     | Best Performance by an Actor in a Leading Role                          | Ne        | Blood Diamond                                         |
| 2008 | zlati globusi                               | Best Performance by an Actor in a Motion Picture - Drama                | Ne        | Revolutionary Road                                    |
| 2008 | Satellite Awards                            | Best Performance by a Leading Actor in a Motion Picture - Drama         | Ne        | Revolutionary Road                                    |
| 2016 | oskarji                                     | Best Performance by a Male Actor in a Leading Role                      | Da        | Povratnik (The Revenant)                              |